# Carcharhinus fitzroyensis
 Carcharhinus fitzroyensis és una espècie de peix de la família dels carcarínids i de l'ordre dels carcariniformes.

## Morfologia
Els mascles poden assolir els 135 cm de longitud total.

## Distribució geogràfica
Es troba al Mar d'Arafura i al nord d'Austràlia (des d'Austràlia Occidental fins a Queensland).